# Chanel No. 22
Chanel N°22 è un profumo commercializzato dalla casa di moda Chanel dal 1922.
Coco Chanel aveva lavorato con Ernest Beaux nella realizzazione del suo primo profumo, il celebre Chanel No. 5, che era stato lanciato sul mercato nel 1921. L'anno seguente, la coppia mise in commercio Chanel No. 22
, benché fu detto che il debutto ufficiale sul mercato del profumo sarebbe dovuto avvenite nel 1928, in occasione del lancio della linea moda "White Look".
Jacques Polge, l'attuale profumiere di Chanel, nel febbraio 2007, ha reso disponibile una collezione chiamata Les Exclusifs, consistente in tutti i più celebri profumi della casa di moda nella loro confezione originale. Fra i profumi commercializzati tra Les Exclusifs è stato incluso anche Chanel No. 22, venduto al prezzo di 175 dollari.